# Вишепутна пропагација
Вишепутна пропагација је појава у радио-комуникацијама када радио-сигнали стижу до пријемне антене путем два или више различитих путева. Узроци вишепутне пропагације укључују атмосферски канал, јоносферско одбијање и рефракцију, као и рефлексију од водених површина и копнених објеката као што су планине и зграде. Када исти сигнал стиже више пута различитим путевима, може доћи до интерференције и фазног померања сигнала. Деструктивна интерференција изазива фејдинг, што може довести до тога да сигнал у појединим областима буде сувише слаб за адекватан пријем. Ова појава се назива и вишепутна интерференција или вишепутна дисторзија.
Када интензитети сигнала који стижу различитим путевима имају расподелу познату као Рејлијева расподела, говори се о Рејлијевом фејдингу. Ако једна компонента (често, али не нужно, директна видљивост) доминира, тада Рајсова расподела боље описује појаву, што се назива Рајсов фејдинг. Када две компоненте доминирају, најбољи модел је двоталасни модел са дифузном снагом (TWDP).

## Интерференција
Вишепутна интерференција је појава у физици таласа када талас од извора до пријемника стиже путем два или више путева, па се њихове компоненте међусобно конструктивно или деструктивно мешају. Ова појава је чест узрок "духова" у аналогним телевизијским преносима и фејдинга радио таласа.
Услов за појаву интерференције је да компоненте таласа остану кохерентне током целог пута. До интерференције долази јер су таласи прешли различите путање (различите оптичке дужине), па стижу до пријемника са фазном разликом. Сигнали који стижу индиректним путевима мешају се са жељеним сигналом и по амплитуди и по фази, што се назива вишепутни фејдинг.

## Примери
У аналогним факс и телевизијским преносима, вишепутна пропагација изазива џитер и појаву духова, односно бледу дуплирану слику десно од главне. Духови се јављају када сигнал одбијен од планине или другог великог објекта стиже до антене заједно са директним сигналом, па пријемник прима два сигнала са временским кашњењем.
У радару, вишепутна пропагација изазива појаву лажних циљева (духова), што може отежати идентификацију стварног циља. Овај проблем се ублажава коришћењем мапа терена и елиминацијом еха који долазе испод земље или изнад одређене висине.
У дигиталним радио-комуникацијама (нпр. GSM), вишепутна пропагација може изазвати грешке и нарушити квалитет комуникације због интерсимболичке интерференције (ISI). За корекцију се користе еквилајзери, као и технике попут OFDM и RAKE пријемника. У GPS пријемницима, вишепутни ефекти могу узроковати нетачности у приказу положаја и брзине.

## Вишепутна пропагација у жичаним медијима
Слична појава се јавља и у комуникацији преко електричних водова и телефонским локалним петљама, где неусклађеност импедансе доводи до рефлексије сигнала. Савремени системи користе OFDM или сличне технике да избегну интерсимболичку интерференцију.

## Математичко моделирање
Математички модел вишепутне пропагације користи импулсни одзив за проучавање линеарних система. Ако се пошаље идеалан Дираков импулс у тренутку \( t = 0 \), на пријемнику ће се због више путева примити више импулса у различитим временима. Примљени сигнал се изражава као
{\displaystyle y(t)=h(t)=\sum _{n=0}^{N-1}{\rho _{n}e^{j\phi _{n}}\delta (t-\tau _{n})}}
где је \( N \) број примљених импулса, \( \tau_n \) кашњење n-тог импулса, а \( \rho_n e^{j\phi_n} \) комплексна амплитуда тог импулса. У условима временске варијације путева, ови параметри постају функције времена.
Један од основних параметара је време вишепутне пропагације (\( T_M \)), које представља разлику између првог и последњег примљеног импулса:
{\displaystyle T_{M}=\tau _{N-1}-\tau _{0}}
Фуриеова трансформација импулсног одзива даје преносну функцију канала:
{\displaystyle H(f)=\int _{-\infty }^{+\infty }{h(t)e^{-j2\pi ft}dt}=\sum _{n=0}^{N-1}{\rho _{n}e^{j\phi _{n}}e^{-j2\pi f\tau _{n}}}}
Карактеристична ширина опсега у којој канал остаје кохерентан је обрнуто пропорционална времену вишепутне пропагације:
{\displaystyle B_{C}\approx {\frac {1}{T_{M}}}}

## Видети још
- Чок ринг антена
- Диверзити шеме
- Доплерово проширење
- Фејдинг
- Лојдово огледало
- OFDM
- Рајсов фејдинг
- Два таласа са дифузном снагом
- RAKE пријемник